# Gen HFE
HFE je gen na kromosomu 6 - položaj chr6:26.195.488-26.205.037 - glej vir UCSC.
Okvara/mutacija gena HFE v točkah:
1. C282Y > G namesto A v nukleotidu 845, in/ali
2. H63D > C namesto G v nukleotidu 187, in/ali
3. S65C > A namesto T v nukleotidu 193

lahko povzroči povečano pridobivanje in posledično povečano/škodljivo kopičenje železa v telesu, tako imenovano dedno hemokromatozo - E83.1. Odplavljanje/odpravljanje prevelikih količin železa iz telesa se najpogosteje opravlja s pogostim in rednim odvzemanjem krvi pod zdravniškim nadzorom, tako imenovanim terapevtskim odvzemom krvi.
Organske baze:
A - adenin
G - gvanin
T - timin
C - citozin